# Umberto Esposito
Umberto Esposito (Napoli, 11 agosto 1995) è un pallanuotista italiano, difensore della Canottieri Napoli.

## Carriera
Nasce e cresce come pallanuotista nel quartiere di Ponticelli, dove il Circolo Canottieri Napoli gestisce una piscina, sotto la guida tecnica di Vincenzo Palmentieri, il quale lo porta nel 2010 a vincere il suo primo scudetto giovanile Under-15. Grande amico-compagno di Alessandro Velotto, suo coetaneo.
Già campione del mondo con la Nazionale Under-18 a Perth nel 2012, nel 2015 vince una medaglia d'argento con la Nazionale Under-20 ai Mondiali di Almaty nel 2015. Sempre con la Under-20 della Canottieri vince lo scudetto nel 2014 e nel 2015 sotto la guida del tecnico Vincenzo Massa, mentre nel 2013 era stato vicecampione d'Italia.Con la prima squadra partecipa alle promozioni in serie A1 nel 2013 e nel 2025.
Il 17 novembre 2015 esordisce con la calotta della Nazionale Maggiore, contro la Turchia.
Nel 2019 vince da capitano della nazionale la XXX Universiade, battendo in finale gli Stati Uniti.

## Palmares
- scudetti giovanili (2010-2014-2015)
- Nazionale Under 20 ai Mondiali di Almaty 2015
- con la Nazionale under18 ai Mondiali Perth 2012
- Promozione in A1 2012-13
- XXVIII Universiade Gwangju 2015
- XXX Universiade Napoli 2019